# Whole Lotta Shakin' Goin' On
Singles de Jerry Lee Lewis
Crazy Arms Great Balls of Fire
Whole Lotta Shakin' Goin' On est une chanson écrite par Dave Curly Williams et Sunny David (pseudonyme de Roy Hall) au début des années 1950. Elle est d'abord enregistrée par la chanteuse de rhythm and blues Big Maybelle le 21 mars 1955, et éditée par Okeh Records en août.
La version de Roy Hall, enregistrée le 15 septembre 1955 à Nashville, est sortie chez Decca Records début octobre, avec All By Myself en face B, une reprise de Fats Domino.
Mais l'interprétation la plus célèbre est celle de Jerry Lee Lewis, qui avait chanté quelques semaines dans la boîte de Roy Hall en 1954. Son enregistrement est édité par Sun Records en mai 1957, en face B du single It'll Be Me signé Jack Clement. Whole Lot of Shakin' Goin' On est son premier tube, après une interprétation endiablée à la télévision dans le Steve Allen Show. La chanson devient no 3 en septembre et se vend à 6 millions d'exemplaires.

## Reprises et adaptations
La chanson est reprise par de nombreux artistes, parmi lesquels :
- Ricky Nelson sur l'album  Ricky (en) (1957)
- Carl Perkins, sur l'album Whole Lotta Shakin' (1958)
- Conway Twitty, sur l'album Rock 'N Roll Story (1960)
- Bill Haley, sur Bill Haley & his Comets (1960)
- Chubby Checker, en face B du single The Hucklebuck (1960)
- Vince Taylor, sur l'album Vince Taylor et ses play-boys (1961)
- Johnny Hallyday, sur l'album Sings America's Rockin' Hits (1962)
- Hector et les médiators - sur l'album Whole Lotta Shakin' Goin' On (1963)
- Wanda Jackson, sur Two Sides of Wanda (1964)
- Ten Years After en incluent un extrait au cœur de la chanson I'm Going Home (1968)
- Elvis Presley, sur I'm 10,000 Years Old - "Elvis Country" (1971)
- Johnny Winter dans son Rock and Roll Medley sur l'album Live Johnny Winter And (1971)
- Mae West, sur Great Balls of Fire (1972)
- Mott the Hoople, sur l'album Live (1974)
- Lee Hazlewood, sur 20th Century Lee (1976)
- Big Star, sur Big Star's 3rd: Sister Lovers (1978)
- The Flying Lizards, sur Top Ten (1984)
- Elton John, sur Night and Day - The Night Time Concert (1985)

et aussi Rick Nelson, Little Richard (v. 1965), Gene Vincent, Uriah Heep, Queen (The Works Tour, 1984-85), Prince (1986), Roy Orbison, etc.
Les Pirates l'ont adaptée en français sous le titre Mon petit ange, en 1961.

## Influence et postérité
En 2003, Whole Lotta Shakin' Goin' On est classée 61e plus grande chanson de tous les temps par le magazine Rolling Stone.
Elle est sélectionnée par le Congrès des États-Unis en 2005 pour être préservée dans le Registre national des enregistrements (National Recording Registry).
L'écoute de Whole Lotta Shakin' Goin' On par Jerry Lee Lewis aurait été la révélation à l'origine de la carrière des chanteurs Ian Hunter et  Dave Edmunds.